# Дом с часами (Мариуполь)
Дом с часами (укр. «Будинок з годинником») — один из построенных в 1950-х годах в городе Мариуполь домов сталинской архитектуры, был примечателен часовой башней. Располагался на проспекте Мира.
Часовая башня находилась на углу здания, на её верхних этажах располагалась мастерская художника Виктора Арнаутова; после его смерти некоторое время в мастерской периодически занимались ещё несколько художников, работавших в жанре монументальной живописи, однако попытка создания музея на основе мастерской провалилась.
Кроме мастерской, башня была примечательна тем, что с конца 1930-х и до конца 1980-х годов в Мариуполе не было ни одной другой башни с часами или действующей колокольни; из-за этого дом ассоциировался у мариупольцев с местом встреч. Верх башни украшали машикули. Фасад был разбит разноплановыми балконами и пилястрами, крыша была украшена мансардными окнами. Первый этаж визуально отделялся от верхних этажей рустовкой.
Внешний вид угловой башни менялся несколько раз. Временами на ней размещалась реклама местной компании «Азовсталь», которая состояла из букв и логотипа красного цвета на синем фоне в верхней части башни и земного шара на ней. Эта установка была ликвидирована до 2019 года. Тогда же были убраны невзрачные цифровые часы.
В 2021 году началась реставрация, в ходе которой планировалось провести ремонт фасада здания, выходящего на проспекты Металлургов и Мира, планировались ремонт кровли и установка аниматронной инсталляции, посвященной художнику Архипу Куинджи. К концу 2021 года был завершён ремонт фасада, были установлены новые трёхметровые часы, оснащённые собственным колоколом.
В 2022 году дом был частично разрушен в ходе оккупации Мариуполя российскими войсками и в начале 2023 года был снесён.
В 2024 году на месте исторической постройки было возведено новое здание; в нём не было выделено квартир для прежних хозяев, жилая площадь предназначена под ипотеку для новых жильцов.